# 676

676(육백칠십육)은 675보다 크고 677보다 작은 자연수다.

## 수학
- 합성수로, 그 약수는 1, 2, 4, 13, 26, 52, 169, 338, 676이다. 진약수의 합은 605이므로, 676은 부족수다.
- 26번째 제곱수(262)다. 앞의 제곱수는 625, 다음은 729다.
- 회문수다.
- 자릿수 제곱합이 제곱수인 60번째 자연수다. ({\displaystyle 6^{2}+7^{2}+6^{2}=11^{2}}) 이 성질을 지닌 앞의 수는 667, 다음 수는 680이다. (OEIS의 수열 A175396)

## 과학
- NGC 676(영어판): 물고기자리 방향에 있는 렌즈형은하.
- 글리제 676(영어판): 제단자리 방향에 있는 적색왜성.

## 교통

### 항공
- 중화항공 676편 추락 사고

### 도로
- 주간고속도로 제676호선(영어판): 미국의 주간고속도로로, 주간고속도로 제76호선(오하이오주-뉴저지주)의 지선.
- 현도 제676호선

## 군사
- U-676(영어판, 독일어판): 제2차 세계 대전에 사용된 나치 독일의 군용 잠수함.

## 문화유산
- 대한민국의 보물 제676호: 영천 화남리 석조여래좌상

## 기타
- 연도: 676년, 기원전 676년